# Herre, din son var en timmerman
Herre, din son var en timmerman är en svensk psalm med text skriven 1970 av professor Karl-Gustaf Hildebrand och musik skriven 1991 av prästen Fride Gustavsson inom Evangeliska Fosterlandsstiftelsen. Musik till psalmen har även komponerats av Sven-Erik Bäck. Textens första vers bygger på Markusevangeliet 6:3, andra versen på Matteusevangeliet 3:17-18, 23 och tredje versen på Matteusevangeliet 4:23.

## Publicerad i
- Som gräset 1989 med titeln En refuserad psalm.[1]
- Psalmer i 90-talet som nummer 816.[1]
- Verbums psalmbokstillägg 2003 som nummer 789 under rubriken "Tillsammans i världen".[1]